# آور-سن-پیر، کبک
آور-سن-پیر (به فرانسوی: Havre-Saint-Pierre) شهری در منطقه شهری منگانی ناحیه کوت-نور در استان کبک کانادا است. در سرشماری سال ۲۰۱۱ این شهر ۳٬۲۴۰ نفر جمعیت داشته‌است و مساحت آن ۳٬۷۷۹٫۸۹ کیلومتر مربع است.